# Pete Brown
Pete Ronald Brown (Ashtead, 25 dicembre 1940 – 19 maggio 2023) è stato un poeta, paroliere e produttore discografico britannico, noto soprattutto per la sua collaborazione con Jack Bruce.
Ha collaborato anche col chitarrista Chris Spedding nel gruppo Battered Ornaments, e formò un suo gruppo (Piblokto).

## Biografia
Trasferitosi da giovane a Londra, Pete Brown partecipò a numerosi reading di poesia e suonando su gruppi jazz. Fu in questo periodo che incontrò Graham Bond, con cui fondò il duo Bond & Brown, con cui realizzò l'album Two Heads are Better Than One.
Brown iniziò la sua collaborazione coi Cream nella scrittura dei brani col batterista Ginger Baker, ma ben presto il gruppo si rese conto che lavorava meglio in coppia con Jack Bruce. In seguito Bruce raccontò: "Ginger e Pete erano a casa mia e lavoravano ad una canzone che non voleva venire. Mia moglie Janet allora cominciò a lavorare con Ginger ed i due scrissero 'Sweet Wine', mentre io iniziai a lavorare con Pete."
Insieme Brown e Bruce scrissero la maggior parte del repertorio dei Cream, inclusi I Feel Free, White Room e (con la collaborazione di Clapton) Sunshine of Your Love
Dopo lo scioglimento dei Cream, Bruce e Brown continuarono la loro collaborazione scrivendo brani per la carriera solista di Bruce.